# ورت آن در دناو
شهر ورت آن در دناو (به آلمانی: Wörth an der Donau) در ایالت بایرن در کشور آلمان واقع شده‌است.